# 下新田町 (前橋市)
下新田町（しもしんでんまち）は、群馬県前橋市の地名。郵便番号は371-0822。2013年現在の面積は0.7km2。

## 地理
前橋市の西部、前橋台地、利根川右岸に位置する。総社城を築城する際に用水確保のため造られた天狗岩用水が流れている。

### 河川
- 利根川

### 用水
- 天狗岩用水

## 歴史
江戸時代頃からある地名である。はじめは総社藩領だったが、のちに高崎藩領となる。
前橋市に編入されてからは、群馬県道13号前橋長瀞線周辺に店舗が増え、宅地化が進んでいる。

### 年表
- 1889年4月1日 町村制施行により、下新田村は箱田村、前箱田村、川曲村、稲荷新田村、上新田村、小相木村、後家村、江田村、古市村と合併し群馬郡東村が成立する。
- 1896年4月1日 郡統合（西群馬郡と片岡郡の統合）により群馬郡に所属する。
- 1954年4月1日 周辺1町5村（元総社村、上川淵村、芳賀村、桂萱村、下川淵村、群馬郡総社町）とともに東村は前橋市へ編入する。そのため前橋市下新田町となる。
- 1969年 一部が大利根町1-2丁目となる。

## 世帯数と人口
2017年（平成29年）8月31日現在の世帯数と人口は以下の通りである。
| 町丁     | 世帯数    | 人口    |
| -------- | --------- | ------- |
| 下新田町 | 1,602世帯 | 3,883人 |

## 小・中学校の学区
市立小・中学校に通う場合、学区は以下の通りとなる。
| 番地 | 小学校             | 中学校             |
| ---- | ------------------ | ------------------ |
| 全域 | 前橋市立新田小学校 | 前橋市立箱田中学校 |

## 交通

### 鉄道
鉄道駅はない。

### 道路
国道は通っておらず、県道は群馬県道・埼玉県道13号前橋長瀞線が通っている。

## 施設
- フレッセイ 大利根店
- カワチ薬品 大利根店